# Duponchelia naitoi
Duponchelia naitoi es una especie de polillas perteneciente a la familia Crambidae. Fue descrita por Sasaki en 2008. Se encuentra en Japón.